# Királyegyháza
Királyegyháza è un comune dell'Ungheria di 1.048 abitanti (dati 2001) situato nella contea di Baranya, nella regione Transdanubio Meridionale.